# Аэробатика

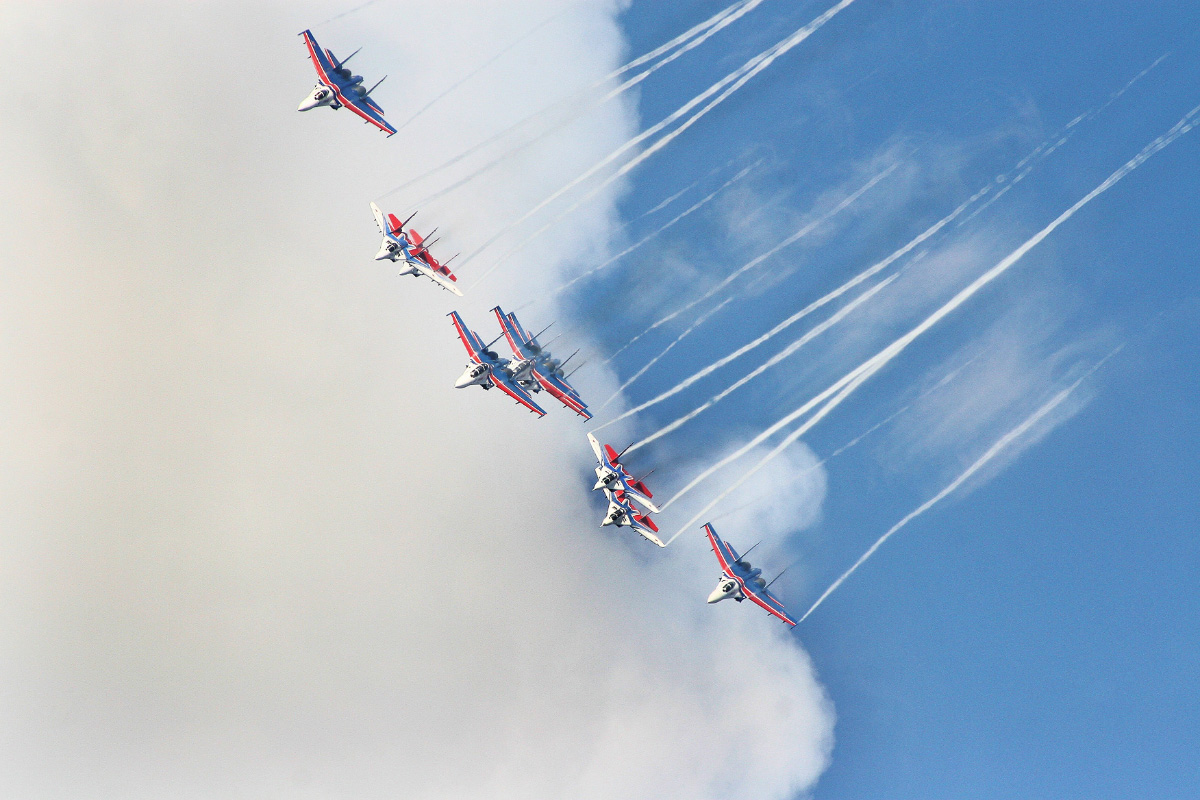
Групповой пилотаж «Стрижей» и «Русских витязей».

Аэробатика (от аэро- и акробатика) — демонстрация фигур высшего пилотажа зрителям на различных представлениях. 

## История
В ходе развития авиационного дела для привлечения к нему большего количества людей возникла идея показательных полётов на  летательных аппаратах так и появилась аэробатика. Аэробатика может выполняться на разных видах и типах летательных аппаратов (самолёт, вертолёт, планёр, параплан и так далее).
Чтобы усилить эффект пилотажных манёвров, иногда генерируется дым; это позволяет зрителям увидеть путь, пройденный самолётом. Из соображений безопасности используется дым, образуемый не в результате горения, а в результате испарения масла в мелкий аэрозоль; это достигается либо впрыскиванием масла в горячий выхлоп двигателей, либо с помощью специального устройства, установленного на летательном аппарате.
Пилотажный полёт требует более широкого набора навыков пилотирования и подвергает воздушное судно большей структурной нагрузке, чем бывает при обычном полёте. В некоторых странах приняты правила, по которым пилот должен надеть парашют перед выполнением фигур высшего пилотажа.
Обычно аэробатика проводится в рамках авиационных представлений (авиационных шоу). Существуют также спортивные соревнования по высшему пилотажу.

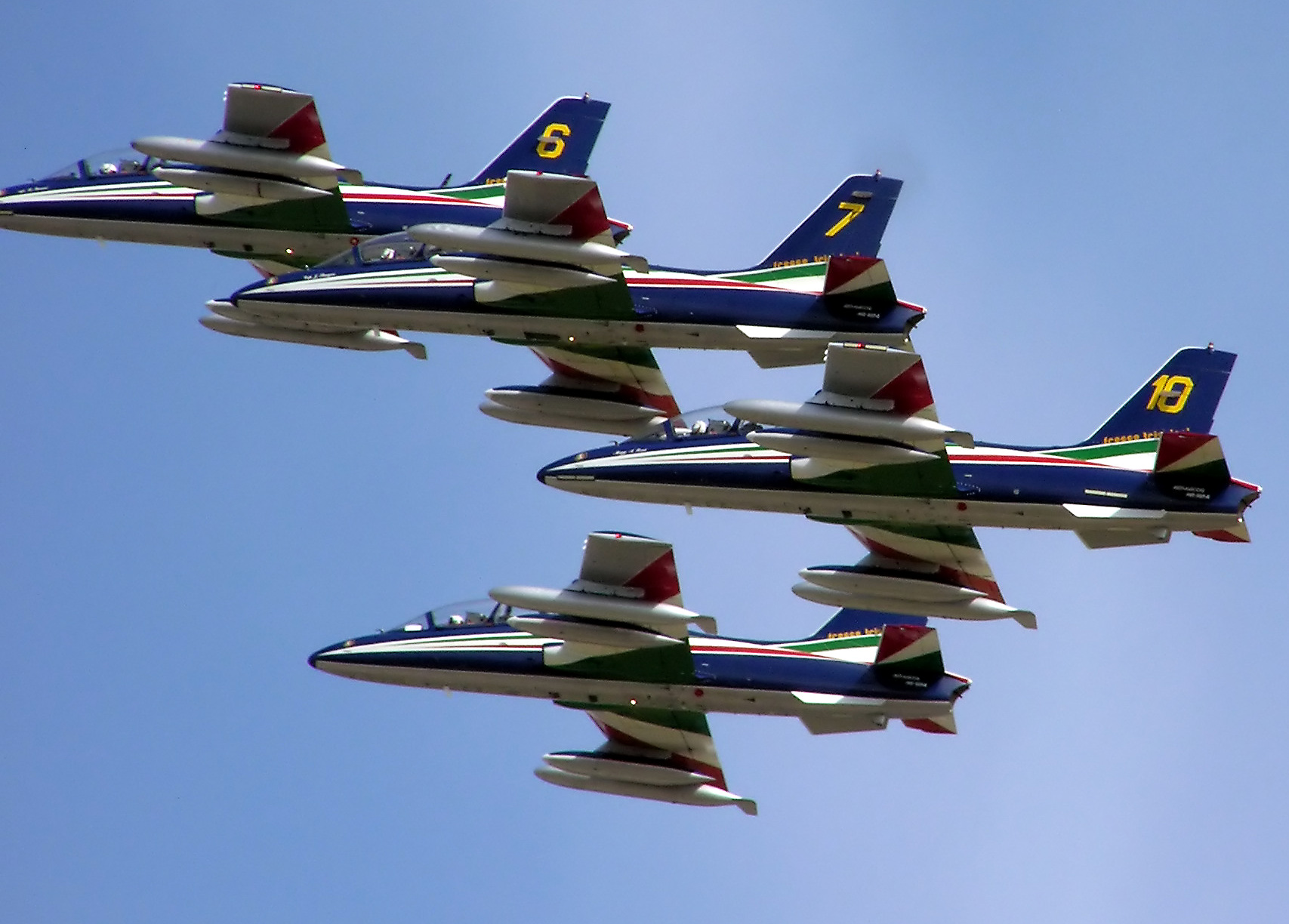
Группа Фречче триколори ВВС Италии выполняет пилотаж на авиашоу в Фэйрфорде, Великобритания, 2005.
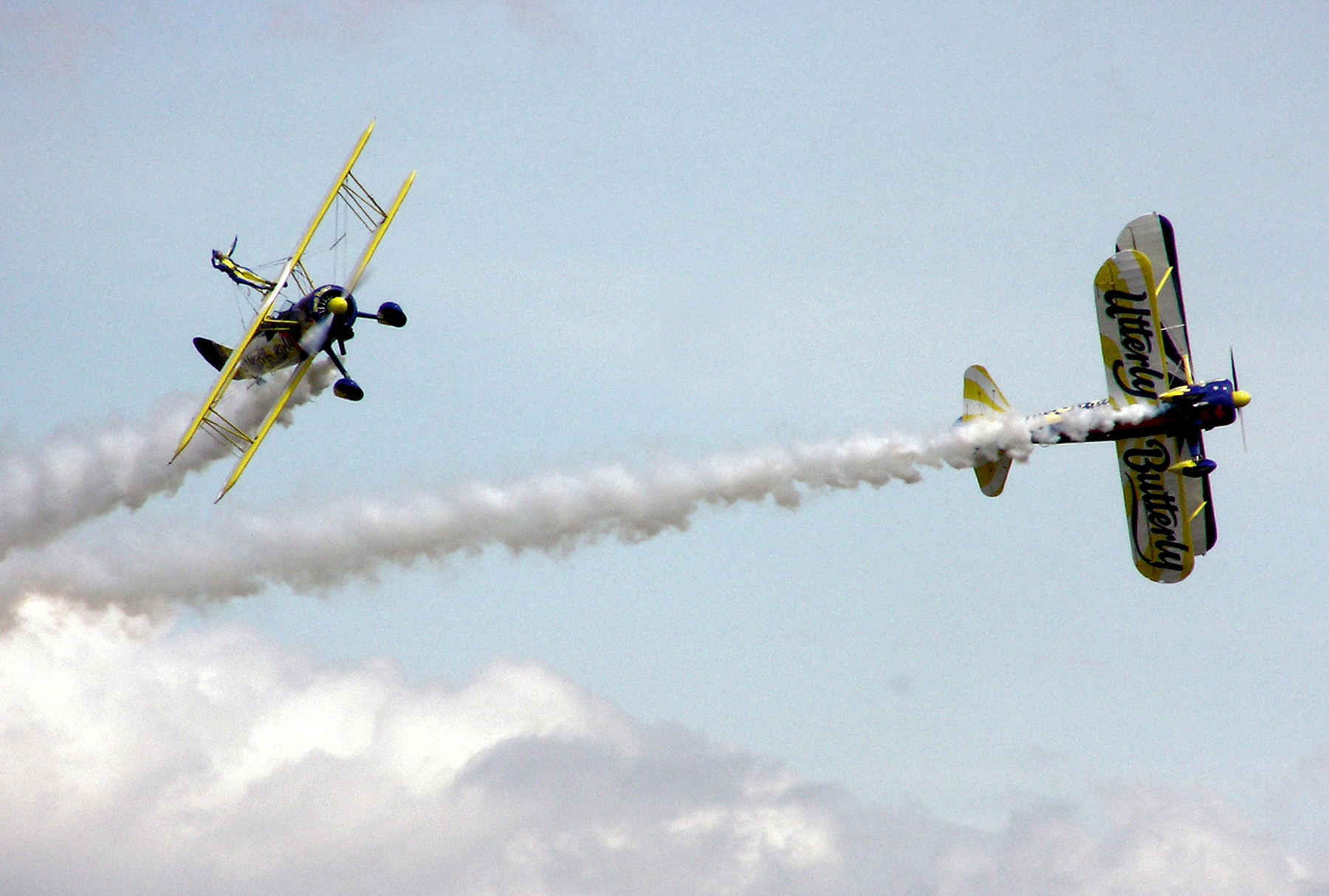
Аэробатика британской группы «Бабочки» на самолётах Boeing Stearman.
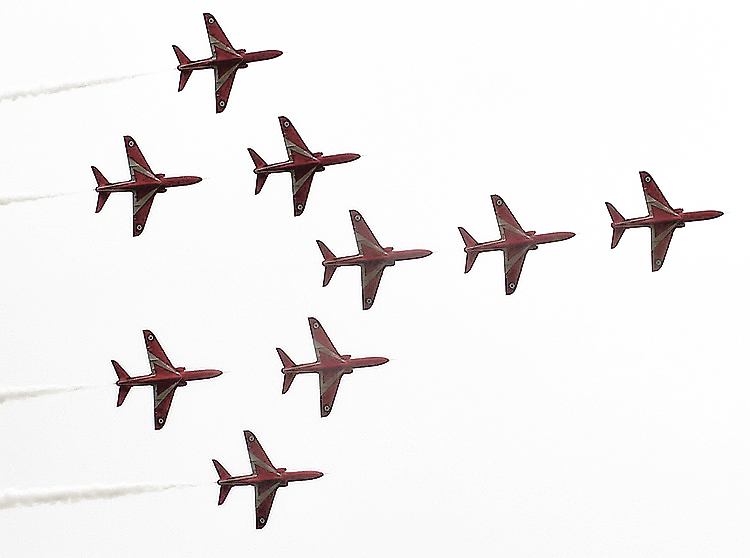
Формация «Согласие» группы «Красные стрелы».